# Batalla de Krefeld
La batalla de Krefeld, también conocida por su nombre en francés Batalla de Créfeld, se libró el 23 de junio de 1758 durante la Guerra de los Siete Años entre las tropas pruso-hanoverianas, mandadas por Fernando de Brunswick-Luneburgo, hermano del Duque de Brunswick, y las tropas francesas al mando de Luis de Borbón-Condé, conde de Clermont.

## Antecedentes

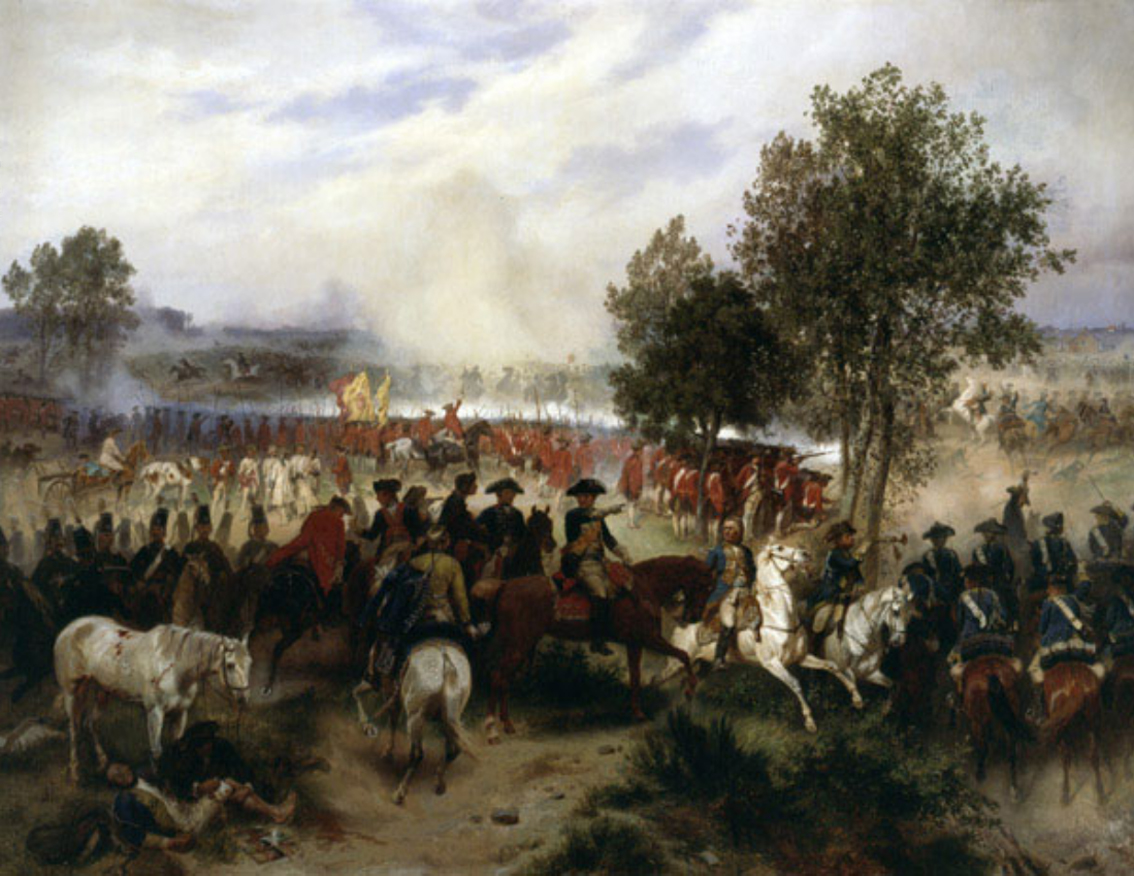
Pintura de la batalla de Krefeld por Emil Hünten.

El ejército de Hannover, mandado por el duque Fernando de Brunswick, había logrado que los franceses, dirigidos por el Conde de Clermont, se retirasen otra vez detrás del río Rin. El ejército de Fernando había cruzado a la margen izquierda del Rin y ahora estaba en posición de amenazar la frontera de Francia. La batalla de Rheinberg, que se había librado el 12 de junio, tuvo un resultado indeciso. Clermont, que había reemplazado recientemente al duque de Richelieu al mando del ejército francés, intentaba frenar el avance de Fernando. Eligió una línea defensiva en el lado sur de un canal amurallado que corría aproximadamente de este a oeste. Dicho canal constituía una especie de fortificación natural que Clermont pensó que sería fácil de defender.

## La batalla
Las tropas aliadas pruso-hanoverianas al mando del duque de Brunswick tomaron la iniciativa y atacaron a las fuerzas francesas que, en plan defensivo, estaban atrincheradas. Después de simular un ataque contra el flanco derecho de Clermont, Fernando ejecutó una amplia marcha de flanqueo, cruzó el canal fuera de la vista de los franceses y salió de una zona boscosa en el flanco izquierdo de Clermont, pero este se retrasó en el envío de refuerzos y, como resultado, su flanco izquierdo fue aplastado.
El Conde de Gisors, el popular y carismático hijo único del ministro de guerra francés, duque de Belle-Isle, fue herido de muerte mientras cargaba a la cabeza de los carabineros franceses. El conde de St. Germain, que comandaba el ala izquierda francesa, consiguió organizar una defensa suficiente para evitar la derrota completa, y así el ejército francés se retiró del campo en relativamente buen orden.

## Consecuencias
El Erbprinz, hijo del duque de Brunswick, que más tarde murió a causa de las heridas recibidas en la batalla de Jena durante las guerras napoleónicas, se distinguió especialmente al mando de las alas de las tropas aliadas. Clermont pidió ser relevado de su mando después de esta derrota, deseo que le fue concedido. Le sucedió el Mariscal de Contades.